# Hamdi Zıvalıoğlu
Hamdi Zıvalıoğlu (* 25. Dezember 1965 in Trabzon) ist ein ehemaliger türkischer Fußballspieler und heutiger -trainer.

## Spielerkarriere

### Verein
Zıvalıoğlu begann seine Karriere 1985 bei Trabzonspor, wo er auch seine erfolgreichste Zeit hatte. Schnell erkämpfte er sich einen Stammplatz und spielte mit Trabzonspor um die oberen Tabellenplätze mit. Höhepunkt seiner Spielerkarriere ist das Erreichen des dritten Tabellenplatzes und des Pokalfinales mit seiner Mannschaft in der Saison 1989/90. Zıvalıoğlu selbst hatte jedoch wenig Anteil an diesem Erfolg, da er in dieser Saison seinen Stammplatz verlor und lediglich zu sechs Einsätzen kam.
Später spielte er für Malatyaspor, 1930 Bafraspor, Erzurumspor, Çaykur Rizespor, Trabzon Telekomspor und zuletzt für Akçaabat Sebatspor.

### Nationalmannschaft
Mit der türkischen U-21-Nationalmannschaft nahm Zıvalıoğlu an der U-21-EM 1988 teil, musste aber bereits in der Vorrunde ausscheiden. Anschließend lief er noch zweimal für die Olympia-Auswahlmannschaft auf.

## Trainerkarriere
Nach seinem Karriereende begann Zıvalıoğlu, als Trainer zu arbeiten und trainierte mehrere Jahre lang Jugendmannschaften von Trabzonspor. Nach mehreren Zwischenstationen landete er 2011 bei 1461 Trabzon, damals noch als Co-Trainer. 2013 wurde er hinter Mustafa Reşit Akçay Co-Trainer bei Trabzonspor.
Nachdem der Trainer von 1461 Trabzon Ekrem Al wegen Erfolglosigkeit am 29. September 2014 von seinem Posten freigestellt wurde, übernahm Zıvalıoğlu den Trainerposten zum 7. Spieltag der Drittliga-Saison 2014/15. 1461 Trabzon befand sich zu diesem Zeitpunkt auf dem 14. Platz mit sechs Punkten.
Zıvalıoğlu brachte den Verein zurück auf die Erfolgsspur, am Ende der Saison erreichte man mit 59 Punkten den vierten Tabellenplatz, was 1461 Trabzon zu der Teilnahme an den Play-offs berechtigte. In den Play-offs konnte sich 1461 Trabzon gegen Ümraniyespor, Pendikspor und im Finale mit 6:4 im Elfmeterschießen gegen İnegölspor durchsetzen und schaffte somit den sofortigen Wiederaufstieg in die TFF 1. Lig.

## Erfolge

### Als Trainer
Mit 1461 Trabzon:
Aufstieg in der Saison 2014/15 von der TFF 2. Lig in die TFF 1. Lig